# Мержаніан Артемій Сергійович
Артемій Сергійович (Арутюн Саркісович) Мержаніа́н (нар. 31 березня 1885, Уманська — 30 січня 1951, Краснодар) — радянський вчений в галузі виноградарства. Доктор сільськогосподарських наук з 1936 року, професор з 1926 року.

## Біографія
Народився 31 березня 1885 року в станиці Уманській (тепер Ленінградська Краснодарського краю Росії) в селянській родині. 1908 року закінчив Московський сільськогосподарський інститут.
- У 1909—1914 роках викладав у Донському сільськогосподарському училищі;
- У 1914—1915 роках працював у Нікітському ботанічному саду;
- У 1915—1919 роках — на Одеській виноробній дослідній станції;
- У 1919—1920 роках викладав в університеті Ростова-на-Дону;
- У 1920—1926 роках працював у Північно-Кавказькому винному тресті, одночасно у 1920—1922 роках у Донському земельному відділі;
- У 1926—1951 роках — завідувач кафедри виноградарства Кубанського сільськогосподарського інституту і одночасно у 1926—1938 роках заступник директора з наукової роботи, директор Анапської дослідної станції виноградарства і виноробства.

Нагороджений орденом «Знак Пошани».
Помер в Краснодарі 30 січня 1951 року.

## Наукова діяльність
Вчений основоположник радянської наукової школи морфолого-фізіологічно напрямку в виноградарстві. Займався найбільш актуальними питаннями культури винограду і ампелографії. Дослідження вченого в області біології виноградної лози лягли в основу ряду агротехнічних прийомів, широко використовуваних на практиці. Підготував і виховав велику кількість виноградарів-ентузіастів. Серед праць:
- Виноградарство. — 3-е изд. — Москва, 2002.